# Звуци Тромеђе
Звуци Тромеђе (Мађорац и Звуци Тромеђе, Звуци Тромеђе – Никола Тинтор Мађорац) јесу српски музички састав, који изводи крајишку народну музику. Састав је настао 1986. године у Книну. Сматра се једним од најстаријих активних крајишких музичких састава. Извођачи су незваничне химне избјеглих Крајишника Ој, Тромеђо каменита, пјесме која је снимљена 1988. године.

## Историја групе
Музички састав Звуци Тромеђе настао је 1986. године у Книну, на простору Сјеверне Далмације. Име је добио по истоименој области, која представља гранично подручје Босне, односно Крајине (Босанске Крајине), Далмације и Лике. Имену су кумовали Никола Нине Тинтор и Драгутин Кнежевић Круница. Звуци Тромеђе се сматрају једним од најстаријих активних крајишких музичких састава.
Први музички албум Звуци Тромеђе су издали 6. августа 1986. године. Вођа састава је Никола Нине Тинтор, звани Мађорац, родом из села Радљевца покрај Книна. Мађорац је познат по специфичној боји гласа и сматра се једним од најбољих вокала крајишке изворне пјесме.
Током каријере, Звуци Тромеђе су обишли готово цијели простор бивше Југославије, као и подручје Западне Европе, Сјеверне Америке и Аустралије. У периоду од 1988. до 2021. године издали су преко десет музичких албума. Већина чланова групе била је са простора Сјеверне Далмације (Книн, Дрниш, Обровац), а остали чланови су били из сусједних крајева (Ливно, Дрвар и др). До почетка рата на простору бивше Југославије, издали су три музичка албума, у Београду и Љубљани. Након првог албума, 1988. године, дио чланова напушта Звуке Тромеђе и формира групу Тромеђа, а остаје састав који се састојао углавном од Книњана. Група је наставила студијски рад 1998. године, издавши још неколико албума. Поред студијских активности, учествују на бројним манифестацијама, концертима и фестивалима.

## Естрадна каријера

### Музички албуми
Свој први музички албум, са десет пјесама, Звуци Тромеђе су издали 6. августа 1986. године. Након тога издају албум за београдски Југодиск, 1988. године. Албум, који је био у формату музичке касете, носио је назив Изворне пјесме из Далмације, Лике и Крајине. Албум је имао осам пјесама. Све текстове је написао Драгутин Кнежевић Круница, док је аутор музике био Жељко Грујић. Вокални солисти су били Никола Тинтор – Нине Мађорац и Јовица Пуповац, који се иначе убрајају међу најбоље гласове крајишке изворне пјесме. Пратећи вокали били су Никола Вучковић, Драгутин Кнежевић Круница, Жељко Брзић, Петар Бура Мрше, Михаило Пуповац, Душан Пуповац, Милан Јаковљевић и Жељко Грујић.
Свој сљедећи албум, Изворне пјесме Далмације, Лике и Босанске Крајине (плочу и касету), Звуци Тромеђе су издали у Љубљани, за ЗКП РТЉ. Албум је изашао 1989. године, а имао је осам нумера. И овај пут, аутор свих текстова био је Драгутин Кнежевић Круница, док су, поред њега, музику радили Жељко Брзић, Никола Вучковић, Никола Тинтор. У међувремену се промијенио састав групе. Дио чланова је напустио групу, а у групу су дошли неки нови чланови, па су овај албум снимили Никола Тинтор Мађорац, Никола Вучковић, Драгутин Кнежевић Круница, Илија Грубор Плавањац и Момчило Бошковић.
Године 1990. за Мастер продукцију из Београда издају албум Изворне пјесме Далмације, Кордуна, Босанске Крајине, Баније и Лике, са осам пјесама. Група је задржала готово исти састав (групу је напустио Драгутин Кнежевић Круница).
Након паузе због ратних дешавања, састав издаје албум 1996. године. Албум, који је био репринт албума из 1988. године, издају за издавачку кућу Нина трејд из Београда.
Године 1998. поново снимају за београдски Југодиск, али у потпуно измијењеном саставу. Овај пут, уз Николу Тинтора Мађорца наступају Лазо Пајчин Жељо, Миле Урукало, Миленко Шуша, Свето Шуша и Дмитар Чупковић. Издали су музички албум (касету) са девет нумера, под називом Враћамо се на огњиште. Текстове је написао Лазо Пајчин, а музику су радили Лазо Пајчин и Никола Тинтор.
Свој сљедећи албум (касету) Звуци Тромеђе издају 1999. године, поново за Нина трејд. Албум, који се звао Ој, Крајино, изгубљено благо, имао је десет пјесама. Опет снимају у измијењеном саставу. Сад су ту, поред Николе Тинтора и Лазе Пајчина, Душан Тркуља и Лазо Ђукић. Године 2000, такође за Нина трејд, издају албум Добар никад закаснио није, са десет пјесама. Из групе одлази Лазо Ђукић, а у групу се вратио Илија Грубор Плавањац. Поред њега, у групу долазе Рајко Кесић и Стево Бекић. Сљедеће, 2001. године, за Нина трејд издају албум (касету) Подинарац, са 10 пјесама и ЦД са 23 пјесме (10+13 бонус). На овом албуму се нашао хит Пилана. Настављају сарадњу са Нина трејдом и 2003. године издају албум Граде Книне са десет пјесама, а 2005. године, са промијењеним саставом, издају албум Динарски вук, са девет пјесама. Овај пут, уз Мађорца пјевају Мишо Добрић, Градимир Добрић и Саво Мандић.
Године 2010. почињу снимати за издавачку кућу Мелодија рекордс, која послује у оквиру медијске куће Дуга. Издају албум под називом Хитови, са 22 пјесме. Састав групе је незнатно промијењен. Године 2013. и 2014. поново се мијења састав групе и уз Тинтора краткотрајно наступају прво бивши члан Тромеђе Здравко Буква, затим Зоран Пећанац, а потом и бивши чланови Тромеђе Војо Шуша и Радован Буква. Године 2017, опет за Мелодија рекордс, Звуци Тромеђе (односно Никола Тинтор Мађорац) снимају албум Београдске таблице у Книну, са пет нових пјесама и 20 бонус пјесама. Албум, под називом Кад с Динаре сунце сине (са десет пјесама), Звуци Тромеђе, у подмлађеном саставу, издају 2021. године. У групу су дошли Давор Бједов (родом из Мокрог Поља код Книна) и Петар Атлагић (родом из Дрвара). На овом албуму гост им је била Јована Зукановић.
Група је направила велики број студијских и амбијенталних музичких спотова. Издали су и двије видео-касете Држ' се Крајишника (2002. године, са 17 нумера) и Динарски вук (2008. године, са 21 нумером).

### Естрадни наступи
Осим дискографских издања које имају иза себе, Звуци Тромеђе су чести гости на различитим културним манифестацијама и појединим музичким фестивалима.
Звуци Тромеђе су такође чести гости различитих телевизијских кућа, гдје изводе крајишке изворне пјесме. Имали су велики број наступа на Телевизији Дуга плус, у емисијама Добро вече, родни крају, Сврати у завичај и Мелодија вам представља, а учествовали су и у новогодишњем програму ове телевизије.

### Чланови

#### Садашња постава
- Никола Нине Тинтор „Мађорац“ – Вођа групе, вокални солиста.
- Давор Бједов – Пратећи вокал.
- Петар Атлагић – Пратећи вокал.

#### Бивши чланови
- Војислав Војо Шуша – Пратећи вокал.
- Радован Буква – Пратећи вокал.
- Зоран Пећанац – Пратећи вокал.
- Здравко Буква – Пратећи вокал.
- Мишо Добрић – Пратећи вокал.
- Градимир Добрић – Пратећи вокал.
- Саво Мандић – Пратећи вокал.
- Лазо Пајчин Жељо – Пратећи вокал.
- Душан Тркуља – Пратећи вокал.
- Петар Радиновић – Пратећи вокал.
- Рајко Кесић – Пратећи вокал.
- Стево С. Бекић – Пратећи вокал.
- Лазо Ђукић – Пратећи вокал.
- Миле Урукало – Пратећи вокал.
- Миленко Шуша – Пратећи вокал.
- Свето Шуша – Пратећи вокал.
- Илија Грубор „Плавањац“ – Пратећи вокал.
- Момчило Бошковић – Пратећи вокал.
- Никола Вучковић – Пратећи вокал.
- Драгутин Кнежевић Круница – Пратећи вокал.
- Жељко Брзић – Пратећи вокал.
- Јовица Пуповац – Вокални солиста.
- Петар Бура „Мрше“ – Пратећи вокал.
- Михаило Пуповац – Пратећи вокал.
- Душан Пуповац – Пратећи вокал.
- Милан Јаковљевић – Пратећи вокал.
- Жељко Грујић – Пратећи вокал.

### Хитови

#### Најпознатији хитови
- Ој, Тромеђо каменита (1988)
- Сиктала је као сингерица (Од Бенковца па до Београда) (1988)
- Пилана (2001)

#### Остали хитови
- Пала магла на Тромеђу (1988)
- У љубав велику (Поздрав носи ријека Уна) (1988)
- Дођи, мала (1988)
- Тражим цуру (1988)
- Цурице и клапци (1989)
- Младожења из Буковице (1989)
- Кућо моја (1999)
- Стари вук (2001)
- Граде Книне (2003)
- Динарски вук (2005)
- Грађевинац (2005)
- Тамо је кућа и родно село (2021), Хит 2021. године (Тв Дуга)

## Дискографија

### Албуми
- Изворне пјесме из Далмације, Лике и Крајине, Југодиск (1988)
- Изворне пјесме Далмације, Лике и Босанске Крајине, ЗКП РТЉ (1989)
- Изворне пјесме Далмације, Кордуна, Босанске Крајине, Баније и Лике, Мастер продукција (1990)
- Изворне пјесме из Далмације, Лике и Крајине, Нина трејд (1996)
- Враћамо се на огњиште, Југодиск (1998)
- Ој, Крајино, изгубљено благо, Нина трејд (1999)
- Добар никад закаснио није, Нина трејд (2000)
- Подинарац, Нина трејд (2001)
- Граде Книне, Нина трејд (2003)
- Динарски вук, Нина трејд (2005)
- Хитови, Мелодија рекордс (2010)
- Београдске таблице у Книну, Мелодија рекордс (2017)
- Кад с Динаре сунце сине, Мелодија рекордс (2021)